# T-Statistik
Die t-Statistik misst die Abweichung des geschätzten Wertes eines Parameters {\displaystyle {\hat {\beta }}} von seinem hypothetisch angenommenen Wert {\displaystyle \beta _{0}} (in Einheiten des Standardfehlers des Schätzers mit unbekannter Standardabweichung {\displaystyle \sigma } der Grundgesamtheit):
{\displaystyle t={\frac {{\hat {\beta }}-\beta _{0}}{SE({\hat {\beta }})}}}.
Ist die Standardabweichung bekannt, so kann stattdessen die z-Statistik berechnet werden.
Die t-Statistik wird im t-Test, die z-Statistik im z-Test verwendet.

## Beispiel
Die t-Statistik für den Stichprobenmittelwert {\displaystyle {\overline {X}}={\frac {\sum _{i=1}^{N}x_{i}}{N}}} (für unabhängige Stichproben aus einer Verteilung mit Mittelwert {\displaystyle \mu }) ist:
{\displaystyle t={\frac {{\overline {X}}-\mu }{SE({\hat {\beta }})}}={\frac {{\overline {X}}-\mu }{{\hat {\sigma }}/{\sqrt {N}}}}.}
Beachte, dass der Schätzer {\displaystyle {\hat {\sigma }}} (die empirische Standardabweichung) in der Formel für den Standardfehler benutzt wurde, da die Standardabweichung der Grundgesamtheit im gegebenen Szenario unbekannt ist.
Die t-Statistik folgt einer Student-t-Verteilung mit N−1 Freiheitsgraden.